# Mister Internacional 2010
Mister Internacional 2010 foi a 11ª edição do concurso de beleza masculino intitulado Mister Internacional, certame idealizado com o intuito de reunir homens capazes de ser influenciadores da sociedade em que vivem e ser formadores de opinião. O modelo vencedor disputou o título com outros trinta e nove candidatos de diversos outros países ao vivo pela Trans TV e/ou via livestream. A quinta edição foi realizada na cidade de Jacarta e teve como vitorioso o britânico Ryan Terry.

## Resultados

### Colocação
| Colocação               | País e Candidato |
| Vencedor                | - Grã Bretanha - Ryan Terry |
| 2º. Lugar               | - Brasil - Caio Ribeiro |
| 3º. Lugar               | - Espanha - Luis Alberto Macías |
| 4º. Lugar               | - Indonesia - Thomas Sebastian |
| 5º. Lugar               | - Grécia - Leodion Sulaj |
| (TOP 10) Semifinalistas | - Bósnia e Herzeg. - Adis Topalović - Chile - Gustavo García - França - Jordan Haag - Namíbia - Barnabas Weyulu - Turquia - Efecan Dianzenza |
| (TOP 15) Semifinalistas | - Áustria - Jürgen Aschauer - Bélgica - Tuur Roels - Bolívia - Marco Rodríguez - Filipinas - Raphael Carlos - Venezuela - Francisco Sánchez  |

### Premiações Especiais
- Houve as seguintes premiações especiais este ano:

| Premiação           | País e Candidato               |
| Mister Fotogenia    | - Sri Lanka - Dilshan Perera   |
| Mister Simpatia     | - Honduras - Maynor Sandoval   |
| Melhor Corpo        | - Grã Bretanha - Ryan Terry    |
| Melhor Traje Típico | - Indonésia - Thomas Sebastian |

## Jurados

### Final
1. Chris Chew, personal trainer;
2. Christina Ramírez, especialista em políticas sociais;
3. Richard Sambera, nadador e diretor-chefe do Men's Fitness;
4. Fira Basuki, redator-chefe da versão indonésia da Cosmopolitan;
5. Angelique Dewi, diretor de marketing da Nutrifood Indonesia;
6. Waloop Phrasophol, diretor da Masion Film Thailand;
7. Zivanna Letisha Siregar, Miss Indonésia 2008;

## Candidatos
Disputaram o título este ano:
| - Austrália - Tim Boulenger - Áustria - Jürgen Aschauer - Azerbaijão - Elnur Tagviev - Bélgica - Tuur Roels - Bolívia - Marco Rogríguez - Bósnia e Herzegovina - Adis Topalović - Brasil - Caio Ribeiro - Cazaquistão - Yuriy Litvishkov - Chile - Gustavo García - Colômbia - Juan Pablo Mejía - Coreia do Sul - Kim Gi-Jong - Costa Rica - Alexander Hidalgo - Dinamarca - Marc Ciano Marra - Equador - Alessio Cúneo | - El Salvador - Kerim Handal - Eslováquia - Adam Barabáš - Eslovênia - Marko Janko - Espanha - Luis Alberto Macías - Filipinas - Raphael Carlos - França - Jordan Haag - Grécia - Leodion Sulaj - Guatemala - Marío Marroquín - Holanda - Harjot Singh - Honduras - Maynor Sandoval - Índia - Akash Charan - Indonésia - Thomas Sebastian - Irlanda - Darragh Hayes | - Líbano - Mohamad Ali Arabi - Madagascar - Lovasoa Nantenaina - Malásia - Kubendren Sewalinggam - Namíbia - Barnabas Weyulu - Paquistão - Fahad Hussain - Panamá - Francisco Navarro - Reino Unido - Ryan Terry - República Tcheca - Jan Pochobradský - Singapura - Tay Yuanqi - Sri Lanca - Dilshan Perera - Turquia - Efecan Dianzenza - Ucrânia - Petro Matsak - Venezuela - Francisco Sánchez |

## Crossovers
Candidatos em outros concursos:
Mister Mundo
- 2010:  Austrália - Tim Boulenger
  - (Representando a Austrália em Seul, na Coreia do Sul)

Men Universe Model
- 2010:  Austrália - Tim Boulenger
  - (Representando a Austrália em Punta Cana, na R. Dominicana)
- 2010:  Áustria - Jürgen Aschauer
  - (Representando a Áustria em Punta Cana, na R. Dominicana)
- 2010:  Bélgica - Tuur Roels (3º. Lugar)
  - (Representando a Bélgica em Punta Cana, na R. Dominicana)
- 2010:  Costa Rica - Alexander Hidalgo
  - (Representando a Costa Rica em Punta Cana, na R. Dominicana)

## Ligações Externas
- Site do Concurso

- Página no Facebook

- Histórico no Pageantopolis (em inglês)